# Philip C. J. Donoghue
Pour les articles homonymes, voir Donoghue.
Philip Conrad James Donoghue (né en 1971) est un paléontologue britannique.

## Biographie
En 2001, il a écrit avec W.C. Sweet une revue bibliographique sur les conodontes.
En 2014, il a écrit avec M. Rücklin une revue bibliographique sur l'évolution des dents chez les vertébrés.

## Publications
- (en) Sweet W.C. & Donoghue P.C.J., 2001. Conodonts: Past, Present, Future. Journal of Paleontology, Vol. 75, No. 6, 75th Anniversary Issue (Nov., 2001), pages 1174-1184 (URL stable sur JSTOR).
- (en) Donoghue P.C.J., Sansom I.J. & Downs J.P., 2006. Early evolution of vertebrate skeletal tissues and cellular interactions, and the canalization of skeletal development. Journal of Experimental Zoology Part B: Molecular and Developmental Evolution, volume 306B, numéro 3, 15 avril 2006, pages 278–294,  (ISSN 1552-5015), DOI 10.1002/jez.b.21090 (|lire en ligne).
- (en) Donoghue P.C.J., Purnell M.A., Aldridge R.J. & Zhang S., 2008. The interrelationships of ‘complex’ conodonts (Vertebrata). Journal of Systematic Palaeontology, volume 6, numéro 2, pages 119–153, DOI 10.1017/s1477201907002234.
- (en) Donoghue P.C.J. & Rücklin M., 2014. The ins and outs of the evolutionary origin of teeth. Evolution & Development, 18(1), September 2014, DOI 10.1111/ede.12099.
- (en) Gabbott S.E., Donoghue P.C.J., Sansom R.S., Vinther J., Dolocan A. & Purnell M.A., 2016. Pigmented anatomy in Carboniferous cyclostomes and the evolution of the vertebrate eye. Proceedings of the Royal Society B: Biological Sciences, 283(1836): 20161151, DOI 10.1098/rspb.2016.1151.